# The Great Khali
Dalip Singh Rana (27 sierpnia 1972 w Dhiraina, Indie) – indyjsko-amerykański wrestler, promotor wrestlingu i aktor. Najbardziej znany z występów w federacji World Wrestling Entertainment (WWE) jako The Great Khali. Członek WWE Hall of Fame wprowadzony do tej galerii sław w 2021. Zdobywca tytułu mistrzowskiego WWE World Heavyweight Championship (2007).

## Kariera

### Wczesna biografia
Rana urodził się w rodzinie Radźputów w miejscowości Dhiraina w stanie Himachal Pradesh na północy Indii. Będąc jednym z siedmiorga dzieci biednej rodziny w młodości wykonywał dorywcze prace aby związać koniec z końcem. Cierpi również na akromegalię, która między innymi spowodowała u niego gigantyzm i charakterystyczne dla tej choroby wysunięcie podbródka.
Kiedy Rana służył jako ochroniarz w mieście Shimla, zwrócił uwagę jednego z funkcjonariuszy policji z sąsiedniego stanu Pendżab, który wcześniej pomógł kilku innym pracownikom policji w Pendżabie w rozpoczęciu kariery międzynarodowych sportowców. Rana został funkcjonariuszem policji w Pendżabie w 1993 roku. Jako policjant, Khali trenował w lokalnych siłowniach wrestling, a następnie otrzymał możliwość specjalistycznych treningów na terenie Stanów Zjednoczonych.

### Debiut i różne promocje (2000–2006)
Jako wrestler zadebiutował w federacji All Pro Wrestling (APW) w październiku 2000 jako Giant Singh walcząc w tag teamie u boku Tony’ego Jonesa przeciwko drużynie West Side Playaz. Następnie podpisał kontrakt z World Championship Wrestling (WCW), w której spędził osiem miesięcy (jednak nigdy nie wystąpił w ringu), aż do wykupienia tej federacji przez jej rywala – World Wrestling Federation (WWF) w 2001. Kolejno po opuszczeniu WCW otrzymał ofertę na występy w New Japan Pro-Wrestling (NJPW) – tam występował w tag teamie z Giantem Silvą. Obaj stanowili najwyższy w historii wrestlingu tag team dochodząc wysokością do 218 cm. W NJPW występował do sierpnia 2002. Od jesieni 2002 do 2006 zaliczał występy w różnych dużych federacjach wrestlingu, m.in.: Consejo Mundial de Lucha Libre (CMLL) i All Japan Pro Wrestling (AJPW).

### World Wrestling Entertainment/WWE (2006–nadal)

#### Debiut w WWE i seria zwycięstw
W dniu 2 stycznia 2006 Rana został pierwszym indyjskim wrestlerem w historii WWE, który podpisał kontrakt z tą federacją. Został przydzielony do federacji rozwojowej WWE – Deep South Wrestling (DSW), gdzie zaliczał występy pod swoim imieniem i nazwiskiem.
W WWE zadebiutował jako antagonista w dniu 7 kwietnia 2006 podczas jednego z odcinków SmackDown – zaatakował wtedy The Undertakera, który toczył pojedynek z Markiem Henrym. Na kolejnym odcinku SmackDown został przedstawiony przez swojego menedżera Daivariego jako The Great Khali. Jako zawodnik ringu pojawił się podczas odcinka SmackDown w dniu 21 kwietnia 2006 pokonując Funakiego. Podczas kolejnych edycji tygodniówki SmackDown, Khali walczył z różnymi przeciwnikami wygrywając pojedynki i prowadząc jednocześnie rywalizację z The Undertakerem, która została zakończona dopiero w sierpniu 2006 kiedy przegrał swoją pierwszą walkę w WWE na rzecz Undertakera podczas jednego z odcinków SmackDown.
Jesienią 2006 został przeniesiony wraz ze swoim menedżerem do brandu Extreme Championship Wrestling (ECW). W ECW zadebiutował pod koniec października występując u boku Daivariego. W kolejnych tygodniach Daivari kontynuował swoją zwycięską passę nad przeciwnikami w ECW, a sam Khali występował jako jego enforcer i pomagał swojemu menedżerowi pokonywać przeciwników oraz atakować ich poza ringiem.
Na początku stycznia 2007 Jonathan Coachman poinformował tym, że The Great Khali dołączy do rosteru Raw, gdzie mierzył się m.in. z Johnem Ceną, a następnie rozpoczął rywalizację z Kane’em, która zakończyła się na gali WrestleMania 23, gdzie Khali jednocześnie debiutował na tym wydarzeniu oraz wygrał swoją pierwszą walkę podczas tego wydarzenia. Następnie pod koniec kwietnia 2007 atakował zarówno pretendentów do tytułu WWE Championship (Edge’a, Randy’ego Ortona i Shawna Michaelsa), jak i samego posiadacza mistrzostwa – Johna Cenę, dając jasny sygnał przeciwnikom, że chciał walki o tytuł mistrzowski Ceny. W odcinku Raw z 7 maja 2007 Khali pokonał Shawna Michaelsa stając się pretendentem #1 do tytułu WWE Championship i tym samym zdobywając walkę o ten tytuł na gali Judgment Day (2007). Na tejże gali nie udało mu się zdobyć tytułu WWE Championship, gdyż przegrał starcie z Johnem Ceną, który poddał go chwytem STFU. Następnie na Raw przedstawił swojego tłumacza i nowego menedżera Ranjin Singha.

#### World Heavyweight Champion (2007–2008)
Występując w WWE The Great Khali przedstawiany był jako „potwór przemierzający bez strachu dżungle Indii i mierzący się z białymi tygrysami bengalskimi”. 11 czerwca 2007 w wyniku draftu został przeniesiony z Raw do SmackDown. W lipcu 2007 rozpoczął rywalizację z Batistą. Kolejno na SmackDown z 20 lipca 2007 wygrał 20-osobowy battle royal match o zwakowane przez Edge’a mistrzostwo World Heavyweight Championship, tym samym po raz pierwszy w karierze zdobywając tytuł mistrza świata w wadze ciężkiej federacji WWE. Następnie na gali The Great American Bash (2007) obronił mistrzostwo w triple threat matchu przeciwko Batiście i Kane’owi – wtedy też zaprezentował swoją nową akcję kończącą (Khali Vise Grip).
W sierpniu 2007 na gali SummerSlam (2007) Khali przegrał pojedynek na rzecz Batisty przez dyskwalifikację kiedy użył stalowego krzesła, jednak zachował tytuł mistrzowski. Następnie rozpoczął feud z Reyem Mysterio, który stał się wtedy pretendentem #1 do pasa mistrzowskiego World Heavyweight Championship. Na gali Unforgiven (2007) we wrześniu 2007 stracił tytuł na rzecz Batisty i tym samym zakończył 61-dniowe panowanie na tym tytułem. Na gali No Mercy (2007) w październiku 2007 Khali otrzymał walkę rewanżową z Batistą w Punjabi Prison matchu, jednak Batista obronił mistrzostwo uciekając jako pierwszy z klatki Punjabi.
Na przełomie 2007 i 2008 prowadził rywalizację z Finaly’em a później z The Big Showem. W lipcu 2008 stał się pretendentem #1 do tytułu WWE Championship dzierżonego przez Triple H’a. Na gali SummerSlam (2008) w sierpniu 2008 zmierzył się Triple H’em o to mistrzostwo jednak przegrał walkę.

#### Punjabi Playboy (2008–2011)
W październiku 2008 po raz pierwszy w karierze został protagonistą, kiedy zaatakował Johnny’ego Knoxville’a – jednego z uczestników programu Jackass. W kolejnych odcinkach SmackDown zarówno on, jak i jego menedżer Ranjin Singh prowadzili segment o nazwie Khali Kiss Cam, w którym Singh wzywał z widowni pozornie przypadkowe kobiety, by pocałowały Khali’ego, wtedy też przystał do niego pseudonim Punjabi Playboy. W maju 2009 rozpoczął feud z Dolphem Zigglerem, jednak przegrywał z nim kolejne walki przez dyskwalifikację lub wyliczenie poza ringiem. Następnie rywalizował z Kane’em – wtedy też okazało się (w kayfabe), że Ranjin Singh jest bratem Khali’ego. Jesienią 2009 uległ kontuzji kolana powracając dopiero w grudniu na Raw.
W kwietniu 2010 pojawił się w odcinku SmackDown w przebraniu Khalubera, promując film w którym wystąpił – „MacGrubera”, a następnie wziął udział w walce handicapowej u boku Willa Forte przeciwko Vladimirowi Kozlovowi. Następnie podczas draftu został przeniesiony wraz z Ranjinem Singh na Raw. Kolejno miał zawalczyć w drużynie Johna Ceny przeciwko stajni The Nexus, jednak został zaatakowany przez członków The Nexus po czym odniósł kontuzję i przerwał występy w ringu na rzecz programu reality show Big Boss Hindi.
Do wrestlingu powrócił dopiero podczas gali Royal Rumble (2011) w styczniu 2011, gdzie został wyeliminowany w Royal Rumble matchu przez Masona Ryana. W kwietniu 2011 został ponownie przeniesiony na SmackDown w wyniku draftu gdzie wszedł w sojusz z debiutującym wtedy na SmackDown Jinderem Mahalem i odgrywał rolę enforcera tego zawodnika. W lipcu 2011 Ranjin Singh ujawnił (w kayfabe), że Mahal jest ich szwagrem, i że jeśli Khali nie będzie posłuszny Mahalowi, ten rozwiedzie się z jego siostrą i pogrąży swoją rodzinę z powrotem w ubóstwie. We wrześniu 2011 Mahal i Khali zmierzyli się w walce tag teamowej przeciwko drużynie AirBoom (Evan Bourne i Kofi Kingston) jednak podczas walki Khali sprzeniewierzył się swojemu tag team partnerowi i pozwolił wygrać AirBoom starcie, przez co sojusz z Mahalem został zakończony. Kolejno krótkotrwale rywalizował z Jinderem Mahalem i Markiem Henrym, który wtedy był posiadaczem pasa WWE World Heavyweight Championship.

#### Różne rywalizacje i sporadyczne występy w WWE (2012–nadal)
W styczniu 2012 pojawił się jako uczestnik Royal Rumble matchu podczas gali Royal Rumble (2012). Miesiac później na gali Elimination Chamber (2012) zastąpił kontuzjowanego Marka Henry’ego w Elimination Chamber matchu o tytuł WWE World Heavyweight Championship, jednak nie zdobył tego mistrzostwa. Na gali WrestleMania XXVIII wszedł w skład drużyny Theodore’a Longa. W lipcu 2012 przeszedł operację wycięcia guza w przysadce mózgowej przez co pauzował w występach aż do października tego roku, kiedy pojawił się w programie WWE Saturday Morning Slam. W grudniu 2012 na gali WWE Main Event wygrał 20-osobowy battle royal match i został pretendentem #1 o tytuł WWE United States Championship. Na początku stycznia 2013 otrzymał walkę o WWE United States Championship przeciwko Antonio Cesaro jednak przegrał pojedynek. Później brał udział w kolejnych edycjach Royal Rumble matchu (2013 i 2014). Podczas gali WrestleMania XXX wziął udział w walce André the Giant Memorial Battle Royal o statuetkę André the Gianta, jednak jej nie zdobył. Następnie na gali Battleground (2014) wziął udział w battle royal matchu o WWE Intercontinental Championship jednak pas zdobył The Miz. W listopadzie 2014 jego kontrakt z WWE wygasł przez co w następstwie opuścił federację.
W lipcu 2017 powrócił do WWE na gali Battleground (2017) towarzysząc Jinderowi Mahalowi. W kwietniu 2018 wystąpił na gali WWE Greatest Royal Rumble. W marcu 2021 WWE poinformowało o wprowadzeniu The Great Khali’ego do galerii sław WWE Hall of Fame.

### Federacje niezależne (2015–nadal)
W lutym 2015 Rana założył w Pendżabie własną szkołę i jednocześnie federację wrestlingu o nazwie Continental Wrestling Entertainment (CWE). W styczniu 2016 zdobył mistrzostwo we własnej federacji – CWE World Heavyweight Championship.

### Tytuły i osiągnięcia
- Continental Wrestling Entertainment
  - CWE Heavyweight Championship (2 razy)
- New Japan Pro-Wrestling
  - Teisen Hall Six-Man Tournament (2002) – z Masahiro Chono i Giant Silvą
- Pro Wrestling Illustrated
  - Sklasyfikowany na 83. miejscu wśród 500 wrestlerów w rankingu PWI 500 w 2008 roku.
- Wrestling Observer Newsletter
  - Najbardziej przereklamowany (Most Overrated; 2007)
  - Najgorszy gimmick (Worst Gimmick; 2008)
- World Wrestling Entertainment / WWE
  - World Heavyweight Championship (1 raz)
  - WWE Hall of Fame (wprowadzony w 2021)
  - Zwycięzca 7-man Royal Rumble (2007)
  - Slammy Awards (1 raz)
    - „Damn!” Moment of the Year (2008) Khali jako prowadzący Kiss Cam na SmackDown, 7 listopada 2008.

### Telewizja i film
Pojawił się w kilku hollywódzkich produkcjach filmowych, a także tych z Bollywood. Był również obecny w programach telewizyjnych. Od października 2010 do stycznia 2011 występował w czwartym sezonie Big Boss Hindi, gdzie zajął drugie miejsce. W marcu 2011 pojawił się cameo w serialu komediowym Dostawa na telefon oraz w serialu Para królów.

#### Filmografia
| Rok  | Tytuł                 | Rola        |
| ---- | --------------------- | ----------- |
| 2005 | Wykiwać klawisza      | Turley      |
| 2008 | Dorwać Smarta         | Dalip       |
| 2010 | MacGruber             | Tug Phelps  |
| 2010 | Kushti                | Ramakrishna |
| 2010 | Ramaa: The Saviour    | Vali        |
| 2012 | Na tropie Marsupilami | Bolo        |

#### Telewizja
| Rok  | Tytuł              | Rola           | Uwagi                |
| ---- | ------------------ | -------------- | -------------------- |
| 2010 | Bigg Boss Hindi    | On sam         | sezon 4, II. miejsce |
| 2011 | Dostawa na telefon | Fantasy Rajiv  | sezon 1, odc. 18     |
| 2012 | Para królów        | Atog the Giant | odc. „Fight School”  |

## Życie osobiste
W przeszłości zanim zajął się wrestlingiem, trenował kulturystykę.
W dniu 28 maja 2001 walcząc z Brianem Ongiem, Rana wykonał na nim rzut flapjack, po którym Ong zmarł. Brian Ong już wcześniej doznał wstrząśnienia mózgu, ale trenerzy w All Pro Wrestling pozwolili mu kontynuować treningi. Ponadto udowodniono, że Ong nie otrzymał sprzętu ochronnego ze strony personelu All Pro Wrestling (APW), a drugi wstrząs mózgu jakiego doznał po otrzymaniu flapjacka ostatecznie okazał się dla niego śmiertelny. Ponieważ Rana nieumyślnie spowodował jego śmierć, rodzina Onga wniosła pozew przeciwko All Pro Wrestling. Federacja uznała własną odpowiedzialność za śmierć zawodnika po niecałym dniu obrad, przyznając rodzinie Ong odszkodowanie w wysokości ponad 1,3 miliona dolarów.
Od 2002 żonaty z Harminder Kaur, z którą ma jedno dziecko. Jest hinduistą – określono go jako osobę „ekstremalnie religijną”. Swój pseudonim ringowy zaczerpnął od hinduskiej bogini Kali.
W lipcu 2012 przeszedł operację mózgu z powodu guza przysadki mózgowej.
W dniu 20 lutego 2014 został naturalizowanym obywatelem Stanów Zjednoczonych.
W lutym 2022 rozpoczął karierę w polityce Indii dołączając do Indyjskiej Partii Ludowej.